# Dieudonné M’bala M’bala

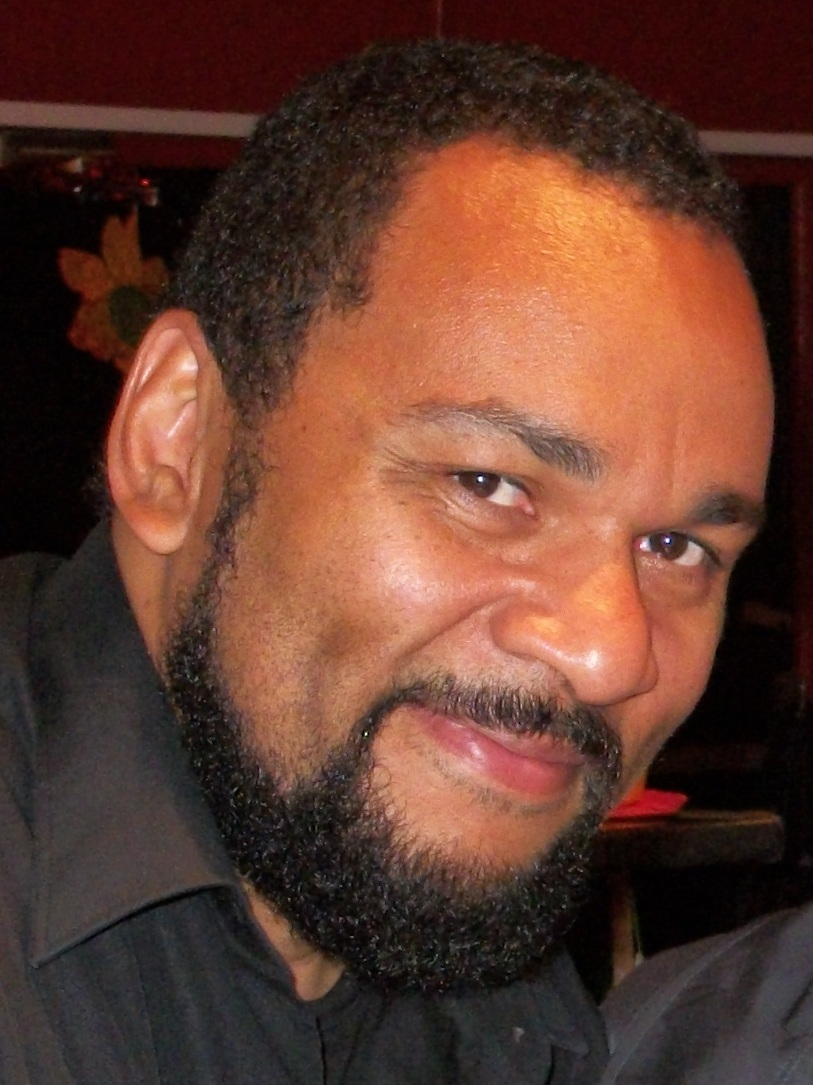
Dieudonné M’bala M’bala (2009)

Dieudonné M’bala M’bala (* 11. Februar 1966 in Fontenay-aux-Roses, Département Seine) ist ein unter seinem Vornamen Dieudonné auftretender französischer Komiker, Schauspieler und politischer Aktivist.
Ursprünglich im linken politischen Spektrum tätig, wandte er sich zunehmend antisemitischen Positionen zu und gilt spätestens seit Mitte der 2010er Jahre als prominenter Vertreter des Rechtsextremismus. Dabei nahm er auch Kontakt zur rechtsextremen Partei Front National auf. Er wurde mehrfach gerichtlich für judenfeindliche Äußerungen verurteilt. Dieudonné tritt seit 1997 regelmäßig ohne Erfolg als Kandidat von Rand- oder Splitterparteien bei Parlaments- und Europawahlen an.

## Persönliches
Dieudonné ist der Sohn einer Soziologin aus der Bretagne, die als Malerin unter dem Namen Josiane Grué ausstellt, und eines Buchhalters aus Kamerun. Seine Eltern ließen sich scheiden, als er ein Jahr alt war. Er wuchs bei seiner Mutter im Pariser Vorort Fontenay-aux-Roses auf und besuchte katholische Schulen. Dieudonné ist verheiratet mit Noémie Montagne, die als seine Produzentin arbeitet, und hat mit ihr fünf Kinder. Taufpate des dritten Kindes war der Vorsitzende des Front National, Jean-Marie Le Pen, getauft wurde es vom katholisch-traditionalistischen Priester und Holocaustleugner Philippe Laguérie.

## Künstlerische Tätigkeit

### Bühnen- und Filmkarriere
Nach seinem Baccalauréat arbeitete Dieudonné als Autoverkäufer und trat unter dem Künstlernamen Dieudonné in den 1990er Jahren zusammen mit seinem Jugendfreund, dem jüdischen Komiker und Schauspieler Élie Semoun, auf Bühnen und im Fernsehen auf. 1997 löste sich das Bühnenduo Élie et Dieudonné auf und jeder widmete sich seiner Solobühnenkarriere. 1998 erschienen beide zusammen in der Filmkomödie Le Clone, die sowohl bei der Kritik als auch beim Publikum ein großer Misserfolg war.
Ab Mitte der 1990er Jahre war Dieudonné meistens in Nebenrollen in verschiedenen französischen Filmkomödien zu sehen. Seinen erfolgreichsten Auftritt hatte er 2002 in dem Film Asterix & Obelix: Mission Kleopatra von Alain Chabat, 2004 spielte er in Casablanca Driver von Maurice Barthélémy.

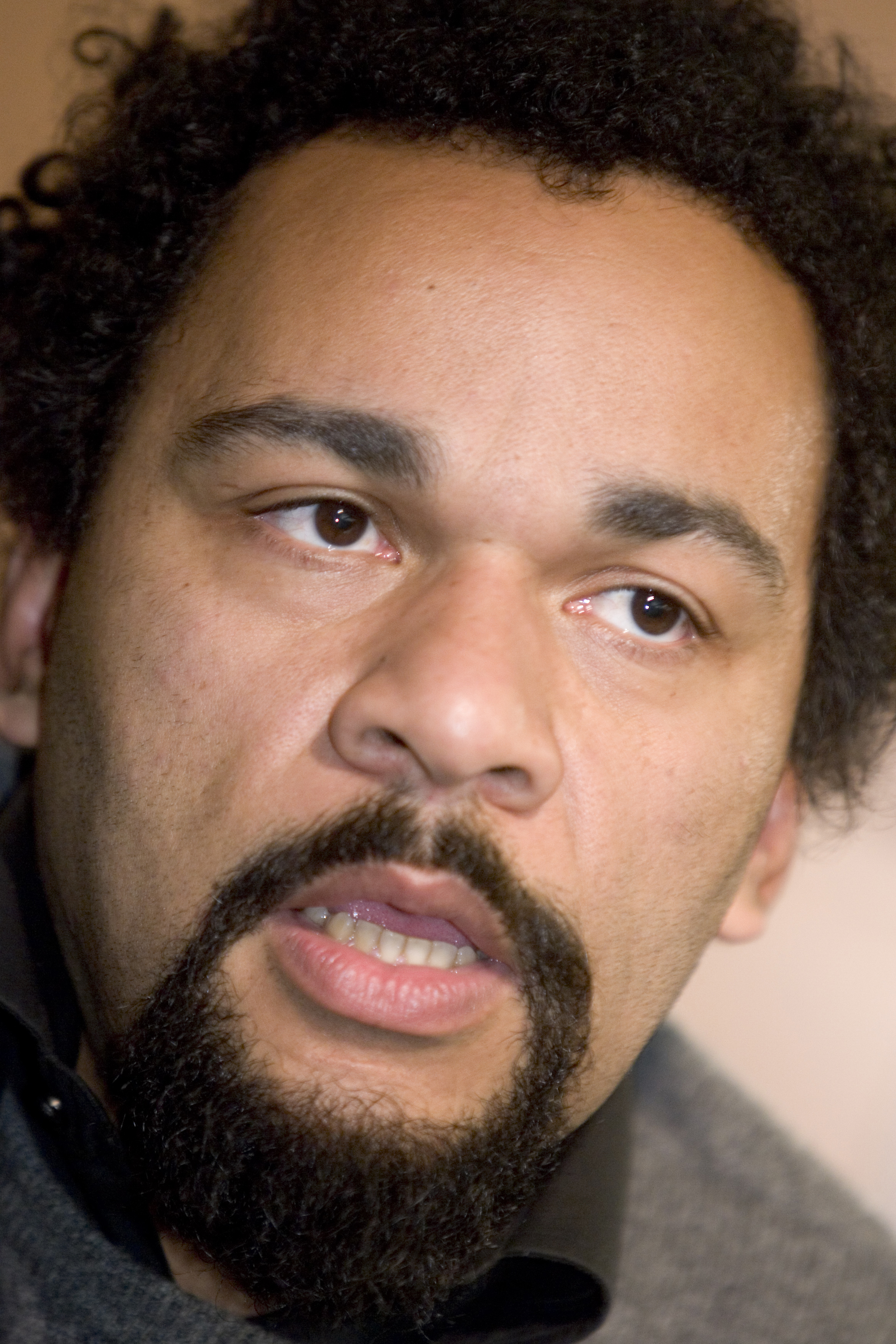
Dieudonné M’bala M’bala (2005)

Erfolgreiche Ein-Mann-Shows von Dieudonné waren unter anderem Pardon Judas (2000), Le divorce de Patrick („Patricks Scheidung“, 2003) und 1905 (2005). Weitere Solo-Shows waren Mes Excuses (2004), Dépôt de bilan (2006) und J’ai fait l’con (2008), die sich allesamt als Angriffe auf politische und gesellschaftliche Gegner und als Verteidigung der eigenen Standpunkte verstanden. Im Rahmen und im Umfeld dieser Inszenierungen getätigte antizionistisch-antisemitische Äußerungen führten zu heftiger Polemik und zahlreichen gerichtlichen Klagen. Nach den Unruhen in Frankreich 2005 verfasste Dieudonné ferner ein Theaterstück namens Émeutes en banlieue („Aufstände in der Vorstadt“, Februar 2006). 2009 trat er in einem skandalumwitterten Klima (siehe unten zu seinen politischen Aktivitäten) mit zwei Solo-Shows hintereinander auf: Liberté d’expression und Sandrine. Letztere war eine Fortsetzung von Le divorce de Patrick; „Sandrine“ ist die Frau, von der Patrick geschieden wird. Liberté d’expression war als Reihe von „Konferenzen“ zum Thema Meinungsfreiheit gedacht. 2010 präsentierte Dieudonné in seinem Theater die One-Man-Show Mahmoud (bezieht sich auf Mahmud Ahmadinedschad), in der er seine Judenfeindlichkeit offen zum Ausdruck brachte.
Im Mai 2012 durfte der vom iranischen Documentary and Experimental Film Center produzierte Film L’Antisémite, in dem Dieudonné erstmals Regie führte, in Cannes während des Filmfestivals nicht beim Marché du film gezeigt werden. Neben Dieudonné, der in der Hauptrolle einen als Nazi-Offizier verkleideten gewalttätigen Alkoholiker spielt, treten auch der Neonazi und Holocaustleugner Robert Faurisson sowie der rechtsextreme Essayist Alain Soral auf; beteiligt an dem Film war auch die Regisseurin und Holocaustleugnerin María Poumier.

### Als Theaterbesitzer und Produzent
Dieudonné nutzte bis 2018 das Théâtre de la Main d’Or im Pariser Quartier de la Roquette, auf dessen Bühne er sowohl schauspielerisch als auch politisch agierte und seine Freunde und Verbündeten auftreten ließ, darunter früher auch den afrikanisch-nationalistischen und militant antisemitischen Tribu Ka. Im Rahmen der Vorbereitungen auf die Präsidentschaftswahlen 2007 wurde das Theater vom Front National zur Kaderschulung benutzt; als Gegenleistung erhielt Dieudonné 60.000 Euro.
Dieudonnés Produktionsfirma fungierte zuerst unter dem Namen „Bonnie Productions“ und heute unter dem Namen „Les productions de la Plume“.

## Politische Aktivitäten

### Anfänge
Dieudonné betätigte sich anfänglich im linken anti-rassistischen Spektrum. Bei der Parlamentswahl in Frankreich 1997 trat er mit seiner Partei Les Utopistes in Dreux gegen die Kandidatin des Front National, Marie-France Stirbois, an und erhielt 8 % der Stimmen. Verbal und in Demonstrationen setzte er sich daneben zunehmend für Migranten ohne Aufenthaltsgenehmigung (die sog. sans papiers) sowie für die Palästinenser ein.

### 2002–2006
Seit 2002 fiel Dieudonné durch diverse polemische Äußerungen auf: So bezeichnete er im Januar jenes Jahres in einem Interview für die Zeitschrift Lyon Capitale die Juden als „eine Sekte, ein[en] Betrug, und zwar den schlimmsten von allen, weil es der erste war“, und erklärte, er ziehe „das Charisma Bin Ladens dem von Bush vor“. Es gelang ihm in der Folge nicht, seine Kandidatur bei der französischen Präsidentschaftswahl 2002 aufrechtzuerhalten. Am 1. Dezember 2003 trat er in einer Fernsehsendung live als orthodoxer Jude verkleidet auf, der den Hitlergruß macht und „Isra-Heil“ brüllt. Bei der Europawahl 2004 war Dieudonné Kandidat der Partei Euro-Palestine, verließ diese jedoch einige Monate nach der Wahl aufgrund von Meinungsverschiedenheiten mit deren jüdischen Leitern.
Am 16. Februar 2005 erklärte er im Laufe einer Pressekonferenz in Algier, der französische Zentralrat der Juden CRIF (Conseil représentatif des institutions juives de France) sei eine „Mafia“, die eine „totale Kontrolle über die französische Politik“ ausübe, nannte das Gedenken an den Holocaust „Gedächtnispornographie“ (pornographie mémorielle) und behauptete, die „Zionisten vom Centre national de la cinématographie“ hinderten ihn daran, einen Film über den Sklavenhandel zu drehen. Dieudonné trat auch als angeblicher Sprecher der französischen Schwarzen auf, traf dabei aber, nach anfänglichen Sympathiebekundungen, unter anderem von der Schriftstellerin Calixthe Beyala, den Journalisten Antoine Garnier und Claudy Siar sowie von den Gründungsmitgliedern des Conseil représentatif des associations noires (CRAN), zunehmend auf deren Zurückweisung.
In den Jahren 2005 und 2006 zeigte sich Dieudonné öfter in Gesellschaft der hochrangigen Front-National-Mitglieder Bruno Gollnisch, Frédéric Châtillon und Marc George (auch bekannt als Marc Robert), sein zukünftiger Wahlkampfleiter 2007 und 2009. Dieudonné trat ebenfalls mehrmals in Gesellschaft des Journalisten und Verschwörungstheoretikers Thierry Meyssan und des ehemaligen Marxisten und späteren FN-Mitglieds Alain Soral auf, eines Vertrauten von Marine und Jean-Marie Le Pen. Unter dem Einfluss von Sorals Schriften und Polemiken übernahm Dieudonné zunehmend dessen militanten Antisemitismus französisch-nationalistischer Prägung. Im Mai 2006 gab er der rechtsextremistischen Zeitschrift Le Choc du Mois ein langes Interview.
Im demonstrativen Schulterschluss mit dem Islamismus  reiste er Ende August 2006 mit Châtillon, Meyssan und Soral in den Libanon, um Abgeordnete und Kämpfer der Hisbollah zu treffen. Am 2. März 2005 wurde Dieudonné von vier jungen französischen Juden auf Martinique zusammengeschlagen. Die Angreifer erhielten einen Monat Haft. Im Mai 2006 prügelte er sich in Paris auf offener Straße mit zwei jüdischen Teenagern, von denen er einen mit Tränengas besprühte. Dieudonné behauptete, die beiden Jugendlichen hätten ihn zuerst angegriffen; beide Parteien reichten folgenlos Klage ein. In der internationalen Presse wurde Dieudonné zunehmend als Extremist einer in Europa noch neuen Sorte wahrgenommen, die britische Tageszeitung The Independent nannte ihn „einen französischen Louis Farrakhan“.

### Seit 2007
Diese ständig radikalisierten Positionen wollte Dieudonné schließlich politisch bei den Präsidentschaftswahlen 2007 vertreten, konnte seine Kandidatur aus logistischen Gründen jedoch nicht aufrechterhalten. Für seine Wahlkampfwebseite schrieben unter anderem der gerichtlich verurteilte Holocaustleugner Serge Thion unter dem Pseudonym „Serge Noith“ sowie die langjährige Sekretärin des Holocaustleugners Roger Garaudy, Maria Poumier. Nach Aufgabe seiner Kandidatur zeigte er sich mehrfach öffentlich in Gesellschaft von Jean-Marie Le Pen und reiste mit dessen Frau Jany nach Kamerun, rief jedoch zur Wahl des linken Globalisierungskritikers José Bové auf, was sich dieser allerdings verbat. Seine Kontakte zum Front National stellte Dieudonné als „Provokation“ dar, weil dieser vom Rest der Gesellschaft „verteufelt“ werde, und als Versuch, mit einem politischen Gegner ins Gespräch zu kommen und Gemeinsamkeiten zu finden, betonte aber die inhaltlichen Unterschiede.
Am 26. Dezember 2008 verlieh Dieudonné dem Holocaustleugner Robert Faurisson bei einer Veranstaltung im Pariser Parc de la Villette einen „Preis für Unangepasstheit und Impertinenz“. Den Preis überreichte ein mit einer KZ-Uniform bekleideter Mitarbeiter Dieudonnés, was einen Skandal auslöste. Am 29. Januar 2009 feierte Dieudonné in seinem Theater inmitten einer repräsentativen Versammlung von Holocaustleugnern, Rechtsextremen und radikalislamischen Schiiten den 80. Geburtstag von Faurisson. Faurisson und Dieudonné veröffentlichten kurz darauf ein Video, in dem sie gemeinsam das Gedenken an den Holocaust verunglimpfen.
Am 21. März 2009 kündigte Dieudonné an, bei der Europawahl 2009 in der Île-de-France an der Spitze einer „antikommunitaristischen und antizionischen Partei“ antreten zu wollen. Dieudonnés Partei machte unter anderem gemeinsame Sache mit der radikalen schiitischen Gruppierung Centre Zahra, deren Vorsitzender Yahia Gouasmi ebenfalls auf seiner Liste steht. Die unklare Haltung des einflussreichen sunnitischen Vordenkers Tariq Ramadan wurde von den Medien stark kritisiert. Finanzielle Hilfe erhält der „Parti anti-sioniste“ ferner von Fernand Le Rachinel, dem ehemaligen Drucker und gegenwärtigen Gläubiger des Front National. Auch der Terrorist Ilich Ramírez Sánchez teilte mit, er befürworte den Einzug von Dieudonné und seiner Partei in das Europäische Parlament. Anfang Mai erwog die französische Regierung offiziell, seine Partei verbieten zu lassen, gestand Ende Mai aber ein, dass dies juristisch nicht machbar sei. Die Kandidatur wurde als Anknüpfung an die Tradition offen judenfeindlicher Parteien des 19. Jahrhunderts verstanden. Die Partei erhielt letztlich 1,30 % der Wählerstimmen.
Dieudonné machte den „Quenelle-Gruß“ bekannt. Er selbst bezeichnet den Gruß als „gegen das Establishment gerichtet“; die Geste wird jedoch oftmals in Situationen gezeigt, die einen antisemitischen Zusammenhang haben.
Seit der Übernahme der Parteiführung des Front National durch Marine Le Pen und ihrer Distanzierung vom Antisemitismus ihres Vaters wandte sich Dieudonné vom FN ab. Stattdessen steht er der erklärtermaßen „antizionistischen“ Bewegung Égalité et Réconciliation („Gleichheit und Versöhnung“) des Holocaustleugners Alain Soral nahe. Im Gegensatz zum islamfeindlichen Front National (bzw. seit 2018 Rassemblement National) spricht Dieudonné mit seinen antisemitischen und verschwörungstheoretischen Auftritten bewusst auch junge muslimische Männer aus der Banlieue an. Dieudonné erklärte seine Unterstützung für die im Herbst 2018 entstandene Gelbwestenbewegung. Deren Anhänger verwendeten zum Teil den Quenelle-Gruß.
Im Mai 2020 postete Dieudonné auf seinem YouTube-Kanal mehrere Videos, in denen er gegen Juden hetzte. Unter den namentlich Genannten waren der Präsident des Jüdischen Weltkongresses Ronald Lauder, die 2017 verstorbene Auschwitz-Überlebende und erste Präsidentin des Europaparlaments Simone Veil und der Sänger und Schauspieler Patrick Bruel. Dieudonné forderte seine Fans auf, „diese Juden mal zur Ruhe [zu] bringen“. Zudem diskutierte er die Kriegsschuldfrage und stellte die Frage, wer den Zweiten Weltkrieg gewonnen habe: „Ist es das französische Volk oder die Rothschilds? Die Antwort darauf steht ja fest.“ Auch gegen die Union jüdischer Studierender in Frankreich (Union des étudiants juifs de France, UEJF) richtete er massive Angriffe und forderte deren Auflösung. Der Dachverband der jüdischen Organisationen in Frankreich CRIF kündigte an, Strafanzeige zu erstatten.

## Behördliche Maßnahmen

### Auftrittsverbote
Anfang 2014 forderte Frankreichs Innenminister Manuel Valls die Präfekten auf, Auftritte Dieudonnés bei dessen geplanter Tournee zu verbieten, wenn die „öffentliche Ordnung“ gefährdet sei. Dieudonné hatte zuvor in Bezug auf einen kritischen jüdischen Journalisten in einem Auftritt geäußert, er bedaure, dass dieser den Gaskammern entkommen sei. Valls wertete Dieudonnés Veranstaltungen nicht als künstlerische Auftritte, sondern als politische Veranstaltungen, in denen Dieudonné Hass verbreite. Die für den 9. Januar 2014 geplante Auftaktveranstaltung in Nantes wurde daraufhin verboten, danach auch Aufführungen in Tours und Paris.

### Rechtskräftige Verurteilungen
- Am 14. Juni 2006 wurde Dieudonné zu insgesamt 4500 Euro Strafe wegen Verleumdung verurteilt, nachdem er einen prominenten jüdischen Fernsehmoderator als „heimlichen Geldgeber der kindsmörderischen israelischen Armee“ bezeichnet hatte.[54]

- Am 15. November 2007 wurde er nach Berufung zu 5000 Euro Strafe verurteilt wegen „Provokation zu Diskriminierung, Hass oder Gewalt“ („provocation à la discrimination, à la haine ou à la violence“), weil er die Juden mit Sklavenhändlern gleichgestellt hatte.[55]

- Am 26. Juni 2008 wurde er wegen seiner Bezeichnung des Holocausts als „Gedächtnispornographie“ in letzter Instanz zu 7000 Euro Geldstrafe verurteilt.[56]

- Am 27. Februar 2009 erhielt er in Montréal eine Geldstrafe von 75.000 Kanadischen Dollar wegen diffamierender Äußerungen mit judenfeindlichen Untertönen gegen den Sänger und Schauspieler Patrick Bruel.[57]

- Am 26. März 2009 wurde Dieudonné zu insgesamt 3000 Euro Strafe wegen Verleumdung verurteilt, nachdem er am 31. Mai 2005 eine jüdische Journalistin beschuldigt hatte, ihn aus „eliminatorischen Gründen“ als „Sohn von Adolf Hitler“ dargestellt zu haben.[58]

- Am 27. Oktober 2009 wurde er zu 10.000 Euro Strafe für „öffentliche Beleidigung von Personen jüdischer Herkunft oder jüdischen Glaubens“ anlässlich seines Auftritts mit Robert Faurisson verurteilt.[59]

- Am 8. Juni 2010 wurde er zu 10.000 Euro Strafe für Diffamierung verurteilt, nachdem er die Ligue Internationale Contre le Racisme et l’Antisémitisme (Licra) als „mafiösen Verein, der Zensur organisiert“,  bezeichnet hatte.[60]

- Am 21. Juni 2016 wurde Dieudonné in zweiter Instanz wegen „Verherrlichung des Terrorismus“ (Apologie du terrorisme) in einer Facebook-Mitteilung nach den Attentaten in Paris im Januar 2015 zu einer Haftstrafe auf Bewährung von 2 Monaten und einer Geldstrafe von 10 000 Euro verurteilt.[61][62] Nach der blutigen Geiselnahme und der Ermordung mehrerer Menschen in einem jüdischen Supermarkt im Zusammenhang mit dem Anschlag auf Charlie Hebdo hatte er auf Facebook mitgeteilt: „Heute Abend fühle ich mich wie Charlie Coulibaly.“ Daraufhin war er zunächst vorgeladen, nach Nichterscheinen festgenommen und schließlich von der Pariser Staatsanwaltschaft wegen Verherrlichung des Terrorismus angeklagt worden.[63] Mit der inkriminierten Äußerung identifizierte Dieudonné sich nach Ansicht der Richter mit den Taten von Amedy Coulibaly und habe diese verharmlost. Coulibaly hatte in einem koscheren Supermarkt in Paris vier jüdische Geiseln ermordet und vorher eine Polizistin umgebracht.[64][65]

- Am 7. Juni 2017 bestätigte der belgische Kassationsgerichtshof in letzter Instanz die Verurteilung Dieudonnés zu einer Haftstrafe von zwei Monaten ohne Bewährung und einer Geldstrafe von 9000 Euro wegen Aufstachelung zum Rassenhass und antisemitischer Äußerungen. Ein Gefängnisaufenthalt blieb dem Verurteilten erspart, weil Haftstrafen dieser kurzen Dauer in Belgien generell nicht vollzogen werden.[66] Die Äußerungen hatte der Angeklagte im März 2012 in Herstal in der Region Lüttich bei einem Auftritt vor etwa 1000 Zuschauern getätigt.[67]

- Am 8. November 2017 wurde er von einem französischen Berufungsgericht wegen antisemitischer Äußerungen bei Bühnenauftritten in seinem Programm « La bête immonde » 2014 zu zwei Monaten Haft auf Bewährung und einer Geldstrafe von 10 000 Euro sowie 2500 Euro Entschädigung für jeden der Nebenkläger, darunter die Organisationen SOS Racisme und Ligue Internationale Contre le Racisme et l’Antisémitisme, verurteilt. An demselben Tag verurteilte ihn das Berufungsgericht in einem von den Eigentümern des von Dieudonné genutzten Pariser Theaters La Main d’Or angestrengten Verfahren rechtskräftig dazu, die Liegenschaft zu räumen.[68]

- Am 23. Juni 2021 bestätigte ein Berufungsgericht das Urteil einer früheren Instanz von Anfang Juli 2019, die Dieudonné wegen Steuerhinterziehung, Untreue, Geldwäsche und betrügerischen Bankrotts zu drei Jahren Haft, davon ein Jahr auf Bewährung, einer Geldstrafe von 200.000 Euro und einem zehnjährigen Verbot, ein Unternehmen zu führen, verurteilt hatte. Das Urteil wurde damit rechtskräftig.[69] Er wurde für schuldig befunden, in bar einkassierte Eintrittsgelder aus Auftritten in Höhe von über einer Million Euro hinterzogen und dafür keine Steuern bezahlt zu haben. Im Januar 2014 waren an seinem Wohnsitz im Département Eure-et-Loir 535 000 Euro Bargeld gefunden worden; zusätzlich hatte er knapp 600 000 Euro ins Ausland geschafft und weitere etwa 100 000 Euro in Frankreich verschwinden lassen. Seine Frau, die das Unternehmen geführt hatte, wurde zu 18 Monaten Haft auf Bewährung verurteilt, die Firma selbst zu 50 000 Euro Geldstrafe.[69][70]

### Weitere Vorgänge
Im Februar 2014 erhielt Dieudonné Einreiseverbot für Großbritannien.
Am 19. März 2015 wurde Dieudonné in Paris wegen mehrerer Tatbestände von Aufhetzung zum Rassenhass zu einer Geldstrafe von insgesamt 22.500 Euro verurteilt, unter anderem weil er gegen den jüdischen Journalisten Patrick Cohen polemisiert und in einem Sketch „Wenn ich Patrick Cohen so reden höre, dann sage ich mir: Die Gaskammern … schade, schade“ gesagt habe sowie wegen einer Parodie auf einen bekannten Schlager der Sängerin Annie Cordy, dessen Originaltitel Cho Ka Ka O Dieudonné in Shoah nanas (deutsch etwa: Shoah-Mädels) geändert hatte.
Im April 2021 erklärte Dieudonné, dass er politisches Asyl in der Türkei beantragen wolle, weil er in Frankreich rassistisch verfolgt werde.
Am 2. Juli 2021 – eine Woche, nachdem seine Verurteilung zu einer Haftstrafe ohne Bewährung und hohen Geldstrafe wegen Steuerdelikten im Berufungsverfahren bestätigt worden war –, wurde er in Frankreich in drei Strafsachen verurteilt, von denen zwei in Paris verhandelt wurden. Wegen öffentlicher antisemitischer Äußerungen und Negation von Verbrechen gegen die Menschlichkeit in zwei Videos vom Mai 2020 wurde er zu einer viermonatigen Haftstrafe verurteilt. Dieudonné bestritt, der Urheber der Werke zu sein; ihm zufolge handelte es sich um Deepfakes. In dem zweiten Pariser Verfahren wurde er in Abwesenheit wegen Beleidigung einer Amtsperson zu 10 000 Euro Geldstrafe verurteilt; es ging um ein im September 2020 verbreitetes Video mit Angriffen auf den ehemaligen Regierungsbeauftragten für den Kampf gegen Rassismus, Antisemitismus und LGBT-Feindlichkeit, Frédéric Potier. Für beide Verfahren kündigte die Verteidigung Berufung an. Im dritten Prozess verurteilte ein Gericht in Nizza Dieudonné wegen Beleidigung des Bürgermeisters der Stadt, Christian Estrosi, in einem Video vom März 2019 zu 5000 Euro Geldstrafe und 2000 Euro Schmerzensgeld.
Am 8. Juli 2021 verurteilte ein Gericht in Genf Dieudonné zu einer Geldstrafe von 180 Tagessätzen zu je 170 Schweizer Franken, d. h. insgesamt 30 600 Franken. Sein Anwalt kündigte an, Dieudonné werde Berufung einlegen. Grund der Verurteilung waren negationistische Äußerungen bei mehreren Auftritten im Januar 2019 in Nyon und im Juni 2019 in Genf. Zudem wurde er schuldig gesprochen der Beschimpfung der jüdischen Antirassismus-Organisation Coordination intercommunautaire contre l’antisémitisme et la diffamation (CICAD) während einem der Auftritte in Genf sowie der üblen Nachrede zu Lasten des CICAD-Vorsitzenden, den er im November 2019 in Genf für einen YouTube-Kanal gegeben hatte.

## Ausschluss von sozialen Medien
Nachdem das Videoportal YouTube Dieudonnés Kanal, der 400 000 Follower zählte, im April 2020 aufgelöst hatte, schlossen im August desselben Jahres auch die sozialen Netzwerke Facebook und Instagram ihn für unbegrenzte Zeit aus.